# Симпсоны (сезон 13)
Тринадцатый сезон мультсериала «Симпсоны» транслировался с 6 ноября 2001 года по 22 мая 2002 года на телеканале Fox.

## Список серий
| № общий | № в сезоне | Название                                                           | Режиссёр           | Автор сценария                                 | Дата премьеры   | Произв. код | Зрители в США (млн) |
| --- | ---------- | ------------------------------------------------------------------ | ------------------ | ---------------------------------------------- | --------------- | ----------- | ------------------- |
| 270 | 1          | «Дом ужасов 12» «Treehouse of Horror XII»                          | Джим Рирдон        | Джоэл Коэн Джон Фринк и Дон Пейн Кэролин Омайн | 6 ноября 2001   | CABF19      | 13,04               |
| «Hex and the City» (с англ. — «Колдунья в городе») — Злая цыганка проклинает Гомера и его близких из-за своего разорения… «House of Whacks» (с англ. — «Сумасшедший дом») — Симпсоны устанавливают новую систему управления домом, которая вскоре влюбляется в Мардж и пытается убить Гомера, дабы заполучить его жену. «Wiz Kids» (с англ. — «Принц и нищий») — пародия на книги о Гарри Поттере. Маг-неудачник Барт пытается спасти свою сестру—талантливую волшебницу Лизу от злого колдуна Монти-Морта. Приглашённые звёзды: Пирс Броснан и Мэттью Перри |            |                                                                    |                    |                                                |                 |             |                     |
| 271 | 2          | «Постукивание родителей» «The Parent Rap»                          | Марк Киркленд      | Джордж Мейер и Майк Скалли                     | 11 ноября 2001  | CABF22      | 14,91               |
| Барт учинил новую пакость. За это новая жестокая судья Констанция Харм наказывает его и Гомера, привязав их друг к другу. Приглашённые звёзды: Джейн Качмарек |            |                                                                    |                    |                                                |                 |             |                     |
| 272 | 3          | «Гомер «Мо»» «Homer the Moe»                                       | Джен Камерман      | Дана Гулд                                      | 18 ноября 2001  | CABF20      | 14,44               |
| Мо возвращается в школу барменов, где он учился, а Гомер тем временем становится его заместителем-барменом. Приглашённые звёзды: группа «R.E.M.» |            |                                                                    |                    |                                                |                 |             |                     |
| 273 | 4          | «Влюблённый мистер Бёрнс» «A Hunka Hunka Burns in Love»            | Лэнс Крамер        | Джон Шварцвельдер                              | 2 декабря 2001  | CABF18      | 13,38               |
| Мистер Бёрнс начинает встречаться с молодой женщиной-полицейским Глорией и готов сделать ей предложение, но её похищает бывший бойфренд Глории – Змей Джилбёрд… Приглашённая звезда: Джулия Луи-Дрейфус и Джордж Такей |            |                                                                    |                    |                                                |                 |             |                     |
| 274 | 5          | «Потерянные годы» «The Blunder Years»                              | Стивен Дин Мур     | Иан Макстон-Грэхэм                             | 9 декабря 2001  | CABF21      | 12,93               |
| Благодаря экстрасенсу Гомер вспоминает случай, когда он однажды в детстве нашёл в сточной канаве труп… Приглашённая звезда: Пол Ньюман, Джудит Оуэн и Джо Мантенья |            |                                                                    |                    |                                                |                 |             |                     |
| 275 | 6          | «Она небольшой веры» «She of Little Faith»                         | Стивен Дин Мур     | Билл Фрейбергер                                | 16 декабря 2001 | DABF02      | 13,18               |
| После того, как мистер Бёрнс становится спонсором Спрингфилдской церкви, он превращает её в огромное прибыльное предприятие. Лиза идёт искать себе новую веру и становится буддисткой. Приглашённая звезда: Ричард Гир |            |                                                                    |                    |                                                |                 |             |                     |
| 276 | 7          | «Скандал в семье» «Brawl in the Family»                            | Мэттью Настук      | Джоэл Коэн                                     | 6 января 2002   | DABF01      | 11,83               |
| Играя в Монополию, Симпсоны повздорили и подрались. К ним присылают эксперта по семейному счастью. А вскоре к Гомеру приезжает его жена из Лас-Вегаса… |            |                                                                    |                    |                                                |                 |             |                     |
| 277 | 8          | «Мардж против сахара» «Sweets and Sour Marge»                      | Марк Киркленд      | Кэролин Омайн                                  | 20 января 2002  | DABF03      | 12,27               |
| Мардж становится ярой противницей сахара после того, как узнаёт, в каком количестве его употребляют жители Спригфилда. Она направляет дело в суд, после чего в Спрингфилде навечно запрещают сахар… Приглашённая звезда: Бен Стиллер |            |                                                                    |                    |                                                |                 |             |                     |
| 278 | 9          | «Сломанная челюсть» «Jaws Wired Shut»                              | Нэнси Круз         | Мэтт Сэлман                                    | 27 января 2002  | DABF05      | 14,24               |
| Во время драки в кинотеатре Гомер случайно ударяется о золотую статую боксёра Дредерика Татума и ломает себе челюсть… Приглашённая звезда: Джон Кассир |            |                                                                    |                    |                                                |                 |             |                     |
| 279 | 10         | «Почти пристойное предложение» «Half-Decent Proposal»              | Лорен МакМаллан    | Тим Лонг                                       | 10 февраля 2002 | DABF04      | 13,23               |
| Пьяная Мардж случайно посылает электронное письмо своему бывшему Арти Зиффу, а тот подумал, что Мардж хочет всё начать сначала… Приглашённые звёзды: Джон Ловитц |            |                                                                    |                    |                                                |                 |             |                     |
| 280 | 11         | «Барт хочет, что хочет» «The Bart Wants What It Wants»             | Майк Фрэнк Полчино | Джон Фринк и Дон Пейн                          | 17 февраля 2002 | DABF06      | 11,17               |
| На ярмарке Барт спасает от хулиганов дочь актёра Райнера Вульфкасла и она влюбляется в мальчика с первого взгляда, но Барт это не сразу понимает. Приглашённая звезда: Риз Уизерспун и Вольфганг Пак |            |                                                                    |                    |                                                |                 |             |                     |
| 281 | 12         | «Последний пистолет на западе» «The Lastest Gun in the West»       | Боб Андерсон       | Джон Шварцвельдер                              | 24 февраля 2002 | DABF07      | 13,17               |
| Барт знакомится с киноковбоем Баком Маккоем и пытается стать таким, как он. Но у Бака есть страшная тайна – алкоголизм. Приглашённые звезды: Деннис Уивер и Фрэнк Уилкер |            |                                                                    |                    |                                                |                 |             |                     |
| 282 | 13         | «Старик и ключ» «The Old Man and the Key»                          | Лэнс Крамер        | Джон Витти                                     | 10 марта 2002   | DABF09      | 14,46               |
| Эйб влюбляется в новую бабушку из дома престарелых и отправляется за ней в Миссури… Приглашённые звёзды: Олимпия Дукакис и Билл Салуга. |            |                                                                    |                    |                                                |                 |             |                     |
| 283 | 14         | «Книжные истории» «Tales from the Public Domain»                   | Майк Андерсон      | Эндрю Крейсберг Джош Либ Мэтт Уорбёртон        | 17 марта 2002   | DABF08      | 11,69               |
| Гомер читает своим детям три истории из книги, которую он 10 лет назад украл из библиотеки. - В первой Одиссей (Гомер) и его приятели пытаются вернуться домой после борьбы с троянами. - Во второй Жанна д’Арк (Лиза) ведёт французов против англичан с помощью Бога. - В третьей истории рассказывается история Гамлета (Барт), который пытается убить Клавдия (Мо) после того, как тот убивает отца Гамлета (Гомер), чтобы жениться на Гертруде (Мардж).                                                                                                  |            |                                                                    |                    |                                                |                 |             |                     |
| 284 | 15         | «Во всём виновата Лиза» «Blame It on Lisa»                         | Стивен Дин Мур     | Боб Бендессон                                  | 31 марта 2002   | DABF10      | 11,12               |
| Симпсоны отправляются в Бразилию на поиски Лизиного друга по переписке. Там Гомера похищают местные злодеи… |            |                                                                    |                    |                                                |                 |             |                     |
| 285 | 16         | «Уикэнд у Бёрнси» «Weekend at Burnsie’s»                           | Майкл Мэркантел    | Джон Витти                                     | 7 апреля 2002   | DABF11      | 12,49               |
| После того, как на Гомера напала стая ворон, доктор Хибберт выписывает ему лечебную марихуану. Гомер быстро привыкает к новому лекарству… Приглашённая звезда: группа «Phish» |            |                                                                    |                    |                                                |                 |             |                     |
| 286 | 17         | «Дни шуток над Гомером» «Gump Roast»                               | Марк Киркленд      | Деб Лакуста и Дэн Кастелланета                 | 21 апреля 2002  | DABF12      | 12,26               |
| Симпсоны устраивают вечер в честь Гомера, но неожиданно туда врываются инопланетяне Кэнг и Кодос… |            |                                                                    |                    |                                                |                 |             |                     |
| 287 | 18         | «Я яростный и жёлтый» «I Am Furious (Yellow)»                      | Чак Шитс           | Джон Шварцвельдер                              | 28 апреля 2002  | DABF13      | 13,38               |
| Барт решает создать собственный комикс. Известный автор комиксов Стэн Ли говорит ему ни за что не сдаваться. Так сначала появляется комикс, а потом и интернет-мультсериал «Папа Зол». Приглашённая звезда: Стэн Ли |            |                                                                    |                    |                                                |                 |             |                     |
| 288 | 19         | «Добрый Апу» «The Sweetest Apu»                                    | Мэттью Настук      | Джон Шварцвельдер                              | 5 мая 2002      | DABF14      | 11,83               |
| Гомер видит, как Апу изменяет Манджуле, но не может сказать ей об этом… Приглашённая звезда: Джеймс Липтон |            |                                                                    |                    |                                                |                 |             |                     |
| 289 | 20         | «Маленькая девочка во взрослой жизни» «Little Girl in the Big Ten» | Лорен МакМаллан    | Джон Витти                                     | 12 мая 2002     | DABF15      | 11,23               |
| Лиза знакомится со студентками и решает тайно посещать и школу, и институт. Тем временем Барта изолируют от общества, чтобы он не заражал других болезнью, которую он подцепил после укуса китайского комара. Приглашённая звезда: Роберт Пински. |            |                                                                    |                    |                                                |                 |             |                     |
| 290 | 21         | «Опасная игра» «The Frying Game»                                   | Майк Фрэнк Полчино | Джон Шварцвельдер                              | 19 мая 2002     | DABF16      | 10,79               |
| Симпсоны видят, как кто-то убивает пожилую женщину мисс Беллеми. Теперь в убийстве обвиняют их… Приглашённая звезда: Кармен Электра и Фрэнсис Стернхаген |            |                                                                    |                    |                                                |                 |             |                     |
| 291 | 22         | «У папы новенький значок» «Poppa’s Got a Brand New Badge»          | Пит Майклз         | Дана Гулд                                      | 22 мая 2002     | DABF17      | =8,18               |
| Гомер открывает свою «местную полицию» и берётся раскрывать преступления вместе со своими напарниками — Ленни и Карлом. Приглашённая звезда: Джо Мантенья |            |                                                                    |                    |                                                |                 |             |                     |